# قطب صنعتي غندمان (غندمان)
قطب صنعتي غندمان (بالفارسية: قطب صنعتی گندمان) هي قرية تقع في إيران في قسم غندمان الريفي. يقدر عدد سكانها بـ 6 نسمة بحسب إحصاء 2016.